# Nueva Palestina (Ocosingo)
Nueva Palestina es una población del estado mexicano de Chiapas, localizada en el oriente del estado en la selva Lacandona. Forma parte del municipio de Ocosingo, del que es la segunda mayor concentración poblacional.

## Localización y demografía
Nueva Palestina se encuentra localizada en el extremo oriente de Chiapas y del municipio de Ocosingo, rodeada en por la selva Lacandona, es una de las poblaciones más aisladas del estado, comunicada con el resto de la entidad por una carretera de terracería que la une a la Carretera Federal 307.
Sus coordenadas geográficas son 16°49′02″N 91°15′39″O / 16.81722, -91.26083 y a una altitud de 539 metros sobre el nivel del mar.
De acuerdo con el Censo de Población y Vivienda llevado a cabo en 2020 por el Instituto Nacional de Estadística y Geografía, la población total de la localidad es de 11 984 habitantes, de los que 6 135 mujeres y 5 849 son hombres.